# Trichophthalma
Trichophthalma är ett släkte av tvåvingar. Trichophthalma ingår i familjen Nemestrinidae.

## Dottertaxa tillTrichophthalma, i alfabetisk ordning[1]
- Trichophthalma albimacula
- Trichophthalma alulata
- Trichophthalma amoena
- Trichophthalma andina
- Trichophthalma anguloi
- Trichophthalma bancrofti
- Trichophthalma barbarossa
- Trichophthalma bivitta
- Trichophthalma bivittata
- Trichophthalma calabyi
- Trichophthalma commutata
- Trichophthalma confusa
- Trichophthalma costalis
- Trichophthalma degnera
- Trichophthalma doddi
- Trichophthalma dubiosa
- Trichophthalma eximia
- Trichophthalma fortesi
- Trichophthalma froggatti
- Trichophthalma fullerae
- Trichophthalma fulva
- Trichophthalma fusca
- Trichophthalma glauciventris
- Trichophthalma glauerti
- Trichophthalma grisea
- Trichophthalma griseola
- Trichophthalma griseolineata
- Trichophthalma harrisoni
- Trichophthalma inexpectata
- Trichophthalma intermedia
- Trichophthalma jaffueli
- Trichophthalma laetilinea
- Trichophthalma landbecki
- Trichophthalma leucophaea
- Trichophthalma lutea
- Trichophthalma mackerrasi
- Trichophthalma morenii
- Trichophthalma murina
- Trichophthalma nicholsoni
- Trichophthalma nigrovittata
- Trichophthalma niveibarbis
- Trichophthalma novaehollandiae
- Trichophthalma orientalis
- Trichophthalma pictipennis
- Trichophthalma porteri
- Trichophthalma primitiva
- Trichophthalma punctata
- Trichophthalma regina
- Trichophthalma ricardoae
- Trichophthalma rosea
- Trichophthalma ruficosta
- Trichophthalma rufonigra
- Trichophthalma scalaris
- Trichophthalma scapularis
- Trichophthalma sexmaculata
- Trichophthalma subaurata
- Trichophthalma subcostalis
- Trichophthalma thomsoni
- Trichophthalma tigrina
- Trichophthalma transversa
- Trichophthalma trilinealis
- Trichophthalma ursula
- Trichophthalma variolosa
- Trichophthalma waterhousei